# Alicia Langer
Alicia Langer (* 17. Juni 1996 in Ahlen, geborene Alicia Stolle) ist eine deutsche Handballspielerin, die dem Kader des deutschen Vereins Borussia Dortmund angehört.

## Karriere

### Vereinskarriere
Alicia Langer begann das Handballspielen in ihrer Geburtsstadt bei der Ahlener SG, mit dem sie in der C-Jugend die Westdeutsche Meisterschaft gewann. 2011 schloss sie sich Borussia Dortmund an. 2014 wechselte die Rückraumspielerin zur HSG Blomberg-Lippe. Mit der A-Jugend der HSG Blomberg-Lippe wurde sie 2015 deutsche Vizemeisterin. Im Finale um die deutsche A-Jugend-Meisterschaft mussten sie sich mit ihrem Team der Mannschaft vom Bayer 04 Leverkusen geschlagen geben.
In der Saison 2014/15 spielte sie aber nicht nur für die A-Jugend, sondern auch für die Damenmannschaft und nahm mit der HSG Blomberg-Lippe an der Bundesliga und den Europapokal der Pokalsieger 2014/15 teil. Dort scheiterte die Mannschaft von Alicia Langer an FTC-Rail Cargo Hungaria im Viertelfinale. In der Bundesliga belegten sie den siebten Platz. Alicia Langer blieb drei weitere Spielzeiten bei der HSG und belegte dabei mit der Mannschaft in der Bundesliga jeweils einen Top-Ten-Platz.
Zur Saison 2018/19 wechselte Alicia Langer von der HSG Blomberg-Lippe zum Thüringer HC. Gleich in ihrer ersten Saison beim neuen Verein konnte Alicia Langer den DHB-Pokal gewinnen. Zudem verpasste sie mit ihrer Mannschaft nur aufgrund der schlechteren Tordifferenz die deutsche Meisterschaft.
Zur Saison 2020/21 verließ Alicia Langer den Thüringer HC und schloss sich gemeinsam mit Emily Bölk den ungarischen Erstligisten Ferencváros Budapest an. Mit Ferencváros gewann sie 2021 die ungarische Meisterschaft sowie 2022 und 2023 den ungarischen Pokal. Im Sommer 2023 kehrte sie zur Borussia Dortmund zurück.

### Nationalmannschaftskarriere
Alicia Langer nahm für den DHB an der U-17-Weltmeisterschaft 2013 in Polen teil und erreichte mit ihrer Mannschaft den zehnten Platz. Zwei Jahre später nahm sie erneut mit Deutschland an einer U-17-Europameisterschaft teil. Bei der U-17-Europameisterschaft 2015 in Mazedonien kam sie aber nur im Auftaktspiel gegen Russland zum Einsatz und wurde danach aufgrund von Rückenproblemen durch Lisa Friedberger ersetzt. Die deutsche Mannschaft erreichte bei dieser Europameisterschaft durch einen Sieg gegen Spanien im Spiel um Platz 9 den neunten Platz.
Vom 2. bis zum 15. Juli 2016 nahm sie für den DHB an der U-20-Weltmeisterschaft 2016 teil und dabei erreichte sie mit ihrer Mannschaft den vierten Platz. Am 7. Oktober 2016 debütierte sie für die deutsche Handballnationalmannschaft. Beim 32:18-Sieg gegen Spanien in Hamburg erzielte Alicia Langer drei Tore. Von Michael Biegler wurde sie für die Europameisterschaft 2016 in Schweden nominiert und erreichte dabei mit der deutschen Nationalmannschaft den sechsten Platz.
Von Michael Biegler wurde sie zudem für die Heimweltmeisterschaft 2017 nominiert. Bei welcher die deutsche Nationalmannschaft im Achtelfinale gegen Dänemark ausschied. Von Bieglers Nachfolger Henk Groener wurde Alicia Stolle sowohl für die Europameisterschaft 2018 in Frankreich als auch für die Weltmeisterschaft 2019 in Japan nominiert.

## Persönliches
Langer studierte Psychologie an der Friedrich-Schiller-Universität in Jena und schloss im Oktober 2021 mit einem Master of Science in Clinical Psychology ab. Sie ist mit dem Fußball-Spieler Matti Langer verheiratet.